# Deus, qui sacramento festivitatis hodiernae
Deus, qui sacramento festivitatis hodiernæ ist das Incipit der Oration zu Pfingsten im römischen Ritus.

## Text
Deus, qui sacramento festivitatis hodiernae universam Ecclesiam tuam in omni gente et natione sanctificas, in totam mundi latitudinem Spiritus Sancti dona defunde, et, quod inter ipsa evangelicae praedicationis exordia operata est divina dignatio, nunc quoque per credentium corda perfunde.
Übersetzung im Deutschen Messbuch:

„Allmächtiger, ewiger Gott, durch das Geheimnis des heutigen Tages heiligst du deine Kirche in allen Völkern und Nationen. Erfülle die ganze Welt mit den Gaben des Heiligen Geistes und was deine Liebe am Anfang der Kirche gewirkt hat, das wirke sie auch heute in den Herzen aller, die an dich glauben“.
Übersetzung nach Alex Stock:

„Gott, der du im Geheimnis des heutigen Festtags deine Kirche auf der ganzen Erde heiligst, in jedem Volk, in jeder Nation, gieße in die weite Welt die Gaben des Heiligen Geistes aus, und was deine göttliche Gnade gewirkt hat, als es mit dem Evangelium begann, das durchströme auch jetzt die Herzen der Gläubigen.“

## Geschichte
Das Gebet findet sich fast wortgleich bereits im sog. Jung-Gelasianum aus dem 8. Jahrhundert. Einziger Unterschied ist, dass dort die beiden auf die Anamnese folgenden Bitten beide mit defunde (‚gieße aus‘) schließen, während die heutige Version die Variation defunde […] perfunde (‚gieße aus […] durchströme‘) wählt. Die Version der forma extraordinaria hat anstelle der heutigen ordentlichen Form noch das einfache Heilig-Geist-Gebet:
Deus, qui hodierna die corda fidelium Sancti Spiritus illustratione docuisti: da nobis in eodem Spiritu recta sapere, et de eius semper consolatione gaudere.
„Gott, du hast am heutigen Tage die Herzen der Gläubigen durch die Erleuchtung des Heiligen Geistes belehrt; gib, dass wir in demselben Geiste das, was recht ist, verstehen und seines Trostes uns allezeit erfreuen mögen.“
Dom Prosper Guéranger sieht das tridentinische Gebet vor allem als Erinnerung an die Gaben des Heiligen Geistes:

« Elle nous avertit en même temps que l’Esprit divin nous apporte deux dons principaux : le goût des choses divines et la consolation du cœur; demandons que l’un et l’autre demeurent en nous, afin que nous devenions parfaits chrétiens. »

„Gleichzeitig zeigt es uns, dass der göttliche Geist uns zwei Hauptgaben bringt: die Unterscheidung der Geister und den Trost des Herzens; bitten wir darum, dass beide in uns bleiben, damit wir vollkommene Christen werden können.“

Der Text der heutigen forma ordinaria ist zweigeteilt in eine Anrede Gottes und eine zweifache Bitte. Die Anrede ruft zunächst das Pfingstfest als Geburtstag der Kirche in Erinnerung. Ausgehend vom – in den Vorabendlesungen geschilderten – Bund Gottes mit Israel (Ex 19,5 f. ) thematisiert die Anrede die Universalisierung dieses Bundes. In omni gente et natione (‚in jedem Volk, in jeder Nation‘) rekurriert dabei klar auf die Pfingstgeschichte (Apg 2,5 ).